# Premi Nacional de Gastronomia d'Espanya
El Premi Nacional de Gastronomia és un guardó que entrega la Reial Acadèmia de Gastronomia, juntament amb la Cofradía de la Buena Mesa, i que destingeix els millors professionals del món de la restauració d'Espanya, i que es concedeix anualment. La primera edició del premi es va celebrar el 1974, concedint-se el premi al millor cap de cuina a Juan María Arzak.

## Cap de cuina
- 1974: Juan Mari Arzak (Arzak, Sant Sebastià)
- 1975: Juan Durán (Hotel Durán, Figueres)
- 1976: María Izquierdo de Aroca i Valentina Saralegui (Príncipe de Viana, Madrid)
- 1977: Carmen Roel (El Mosquito, Vigo)
- 1978: José Ramos (La Fonda, Marbella)
- 1979: Pedro Subijana (Akelarre, Sant Sebastià)
- 1980: Clemencio Fuentes (Jockey, Madrid)
- 1982: Paul Schif (La Hacienda, Marbella)
- 1983: Jaume Bargues (Jaume de Provença, Barcelona)
- 1984: Pedro Larumbe (Cabo Mayor, Madrid)
- 1985: Eustaquio Becedas (Hotel Ritz, Madrid)
- 1986: Josep Maria Boix (Hotel Boix, Martinet)
- 1987: Marisa Sánchez Paniego (Hostal Echaurren, Ezcaray)
- 1988: Paquita i Lolita Rexach (Hispania, Arenys de Mar)
- 1989: Fernando Martín (Trascorrales, Oviedo)
- 1990: Tomás Herranz (El Cenador del Prado, Madrid)
- 1991: Hilario Arbelaitz (Zuberoa, Oiartzun)
- 1992: Ferran Adrià (El Bulli, Roses)
- 1993: Santi Santamaria (El Racó de Can Fabes, Sant Celoni)
- 1994: Salvador Gallego (El Cenador de Salvador, Moralzarzal)
- 1995: Toño Pérez (Atrio, Càceres)
- 1996: Isabel Maestre (Madrid) i Martín Berasategui (Lasarte-Oria)
- 1997: Toñi Vicente (Santiago de Compostel·la i Carme Ruscalleda (restaurant Sant Pau, Sant Pol de Mar)
- 1998: Manuel de la Osa (Las Rejas, Las Pedroñeras)
- 1999: Carles Gaig (Gaig, Barcelona)
- 2000: Joan Roca (El Celler de Can Roca, Girona)
- 2001: Juan Pablo Felipe (El Chaflán, Madrid)
- 2002: Andoni Luis Aduriz (Mugaritz, Errenteria)
- 2003: Sergi Arola (La Broche, Madrid)
- 2004: Raúl Aleixandre (Ca Sento, València)
- 2005: Quique Dacosta (El Poblet, Dénia). Menció d'honor per Francis Paniego i Fermí Puig.
- 2006: Paco Roncero (El Casino de Madrid). Menció d'honor per Fernando del Cerro.
- 2007: Óscar Velasco (Santceloni, Madrid)
- 2008: Dani García (Calima, Madrid)
- 2009: David Muñoz (Diverxo, Madrid)
- 2010: Elena Arzak (Arzak, Sant Sebastià) i Pepe Rodríguez Rey (El Bohío, Illescas)
- 2011: Francis Paniego (El Portal de Echaurren, Ezcaray)
- 2012: Ángel León (Aponiente, El Puerto de Santa María)
- 2013: Mario Sandoval (Coque, Humanes de Madrid)[2]
- 2014: María Marte (El Club Allard, Madrid)[3]

### Director de sala
- 1974: Félix Rodríguez (Jockey, Madrid)
- 1975: Cristóbal López (Horcher, Madrid)
- 1976: José Ibáñez (Reno, Barcelona)
- 1977: Antonio Duce (El Bodegón, Madrid)
- 1978: Diego Herranz (Hostal de la Gavina, S'Agaró)
- 1979: Víctor Merino (El Molino, Puente Arce)
- 1980: Ramón Ballesteros (La Fonda, Marbella)
- 1981: Genaro Pildain (Guría, Bilbao)
- 1982: Luis Cruañas (El Dorado Petit, Sant Feliu de Guíxols)
- 1983: María Jesús Fombellida (Panier Fleuri, Errenteria)
- 1986: Carmelo Pérez de Valdeuciel (Jockey, Madrid)
- 1987: Liberto Campillo (Zalacaín, Madrid)
- 1988: Víctor Clemente (Horcher, Madrid)
- 1989: Juli Soler (El Bulli, Roses)
- 1990: Miguel Estrugo (La Hacienda, Marbella)
- 1991: José Jiménez Blas (Zalacaín, Madrid)
- 1992: Juan José Arribas (Las Cuatro Estaciones, Madrid)
- 1993: Jesús Urrutia (Club Naútico, hotel López de Haro, Bilbao)
- 1994: José Monje (Via Veneto, Barcelona)
- 1995: Begoña Beaskoetxea (Jolastoki, Getxo)
- 1996: Àngels Serra, Cándido Tardío i Juan Carlos Ibáñez (El Racó de Can Fabes, Sant Celoni)
- 1997: Miguel Guerrero, Juna Leiva y Juan Mansilla (Marbella Club, Marbella)
- 1998: José Jiménez (Lido, hotel Las Dunas, Estepona)
- 1999: Javier Oyarbide (Madrid)
- 2000: Miguel Arias i les seves brigades (Restaurants Las Cuatro Estaciones (Madrid) i Flanigan (Mallorca)
- 2001: Maria Eugenia Idoate (Europa, Pamplona)
- 2002: Antonio García Prieto (Horcher, Madrid)
- 2003: Francisco Patón (Europa, Hotel Villa Real, Madrid)
- 2004: Josep Roca (El Celler de Can Roca, Girona)
- 2005: Lluïs Garcia i Lluïs Biosca (El Bulli, Roses). Menció d'honor per Sara Fort (La Broche, Madrid) i Abel Valverde (Santceloni, Madrid)
- 2006: Maite Echezarreta (Príncipe de Viana, Madrid)
- 2007: Maria José Monterrubio (Chantarella, Madrid)
- 2008: Abel Valverde (Santceloni, Madrid)
- 2009: Alfonso Vega (La Terraza del Casino, Madrid)
- 2010: José Ramón Calvo (Mugaritz, Errenteria)
- 2011: Jorge Dávila (Piñera, Madrid)
- 2012: Pedro Monje (Via Veneto, Barcelona)
- 2013: Javier de Andrés (La Sucursal, València)
- 2014: José Polo (Atrio, Càceres)

## Sommelier
- 2001: José María López Querencias (Adolfo, Toledo). Premi extraordinari a Custodio López Zamarra (Zalacaín, Madrid)
- 2002: Luis Miguel Martín García (El Sumillier, San Sebastián de los Reyes)
- 2003: Maria José Huertas (La Terraza del Casino, Madrid)
- 2004: Luis García de la Navarra (Aldaba, Madrid)
- 2005: Ruth Cotroneo (Mugaritz, Errenteria). Menció d'honor a Esther Rico (Hotel Intercontinental, Madrid) i Juan Antonio Herrero (Lágrimas Negras, Madrid)
- 2006: Jerónimo Ingelmo (Las Cuatro Estaciones, Madrid)
- 2007: Mariano Rodríguez (Arzak, Sant Sebastià). Premi extraordinari a Jesús Flores (Assoc. Madrilenya de Sommeliers)
- 2008: Manuela Romeralo (La Sucursal-IVAM, València)
- 2009: Alberto Redrado (L'Escaleta, Cocentaina)
- 2010: Josep Roca (El Celler de Can Roca, Girona)
- 2011: César Cánovas (Monvínic)
- 2012: José Antonio Navarrete (Quique Dacosta)
- 2013: Gemma Vela (Hotel Ritz, Madrid)
- 2014: David Robledo (Santceloni, Madrid)

## Premi extraordinari
- 2010: David Seijas i Ferran Centelles (El Bulli, Roses)